# ディー・グロッケ
ディー・グロッケ （ドイツ語: Die Glocke、鐘の意）はドイツのブレーメン州にあるコンサートホール。ブレーメン・フィルハーモニー管弦楽団が活動拠点としているほか、一般にも様々な用途に利用されている。
1928年にブレーメン市のドムズハイデにあるブレーメン大聖堂の隣に建てられた、そのアール・デコ ― 表現主義の様式によるレンガ造りの建物は、1973年にブレーメンの記念建造物に指定された。

## 来歴

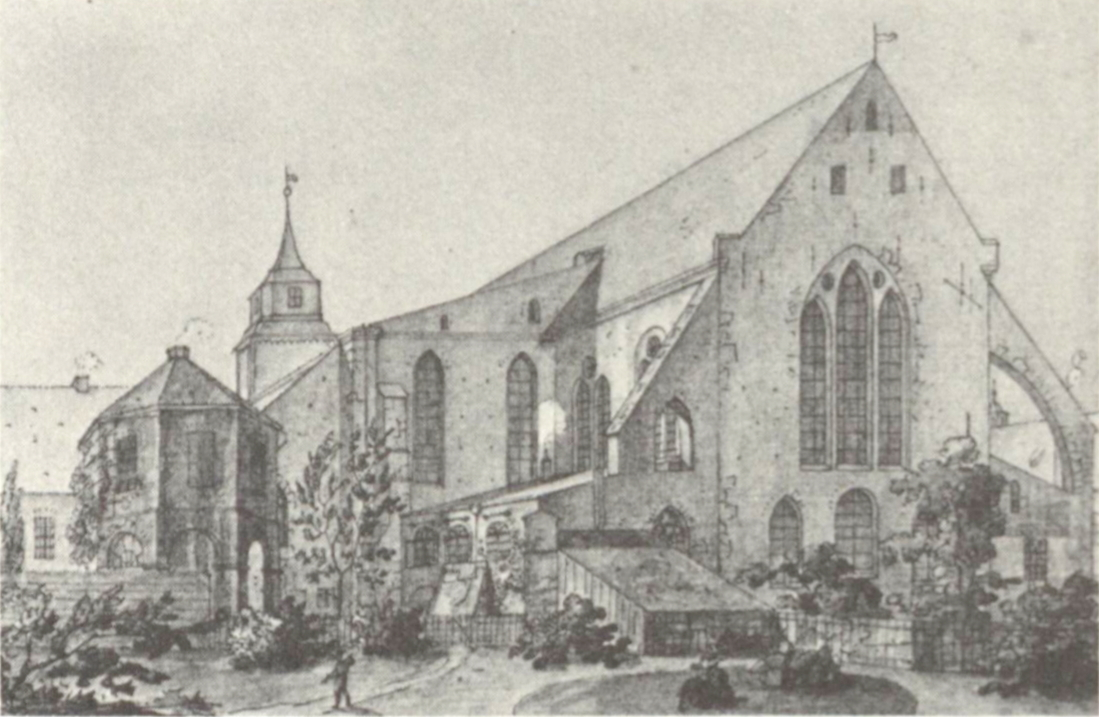
G.E.パペンディークによる1820年の版画。後方に八角塔が見える。

ディー・グロッケの起源は15世紀にさかのぼり、記録によるとブレーメン大聖堂の裏には回廊でつながった塔があり、この建物が「聖堂」またはその形状から「鐘」と呼ばれるようになったとされる。これはブレーメン大聖堂の支部として、会議場や1648年以降は法廷審理にも使用された。この円形に組まれたレンガの礎石の上に円錐形の屋根を戴くハーフティンバー様式による八角形の建物は18世紀ごろの絵画に描かれている。
1737年にはブレーメンのフォークトで大聖堂の構造担当官であるカスパー・フリードリヒ・レナーの設計によって新しく建て替えられ、1803年には大聖堂として中等教育（学士院）や裁判、ブレーメン議会の代議院および文書庫として使用された。1857年にはブレーメン芸術家協会の所有となり、当地の学芸関係者がこぞって利用した。その後、建築家のハインリヒ・ミュラーによる改装を経て、建物はクラブハウスとして使用された。内装は画家で詩人のアーサー・フィッツガーや、劇作家のハインリヒ・ブルトハウプトが担当しており、祝賀会や記念式典にも使用された。1869年に再び改装されたのち、1877年に博物館協会の自然科学コレクションが1890年に北西ドイツ貿易産業展覧会に出展されるまでここに収蔵されていた。

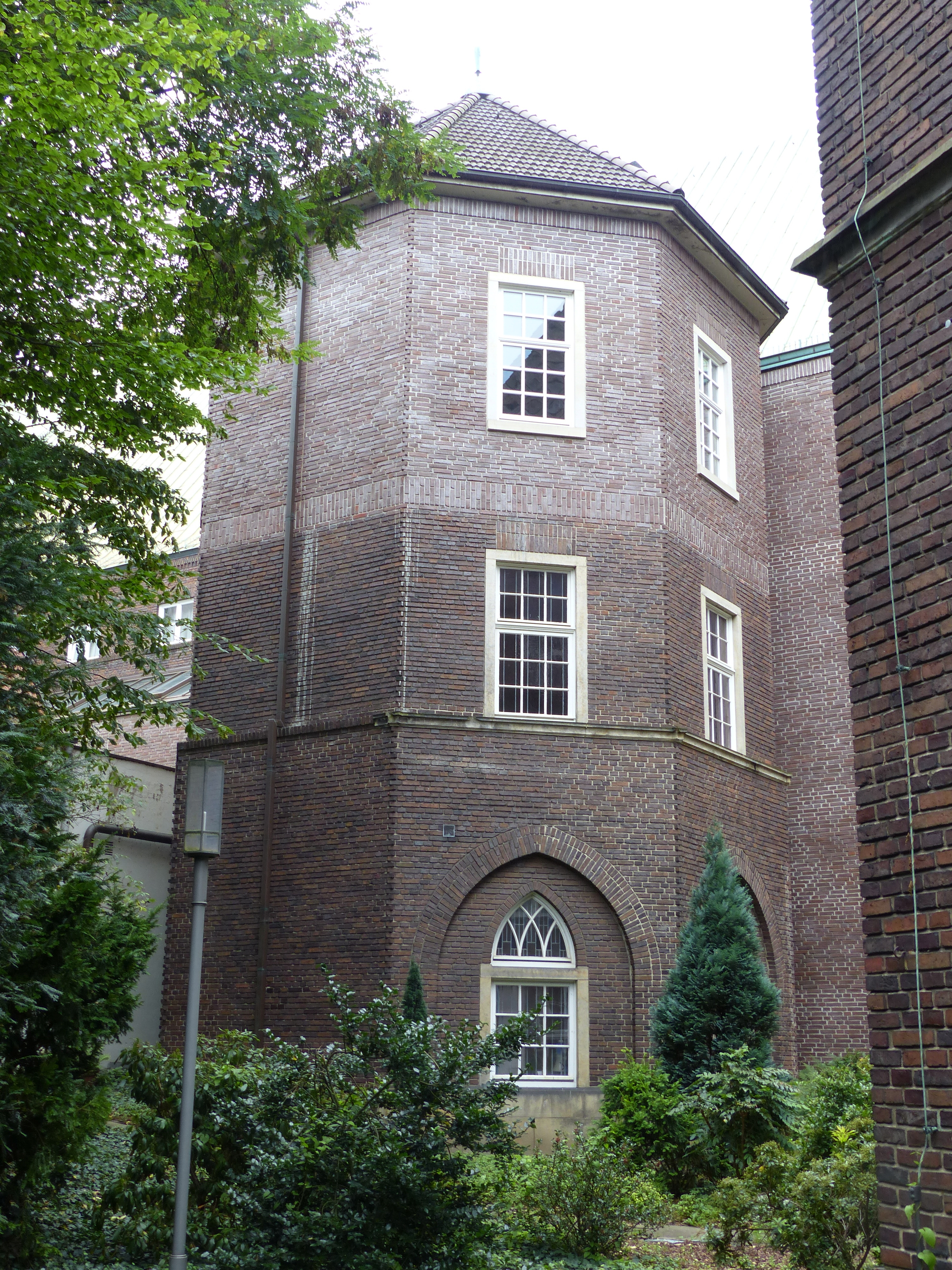
大聖堂の後方にある八角塔

1916年1月26日に建物は火災で焼失し、1919年に建て直しのための設計コンペが行なわれ、ブレーメンの建築家であるハインツ・シュトフレーゲンが賞を獲得した。彼は焼け残ったゴシック様式の回廊を復元する予定だったが、実現されぬまま遺構は1925年に取り毀され、回廊も撤去された。

### 名称の異説
旧市街の城壁の通用路を経て、13世紀から14世紀にかけて建てられた東門の塔には鐘が吊るされており、これが名称の由来のもうひとつの説とされている。この塔は牢獄としても使用されたが、1828年に取り毀された。この鐘はフォッケ博物館に収蔵されたのち、1908年にアンスガリー教会に寄贈された。

## 新しい「鐘」

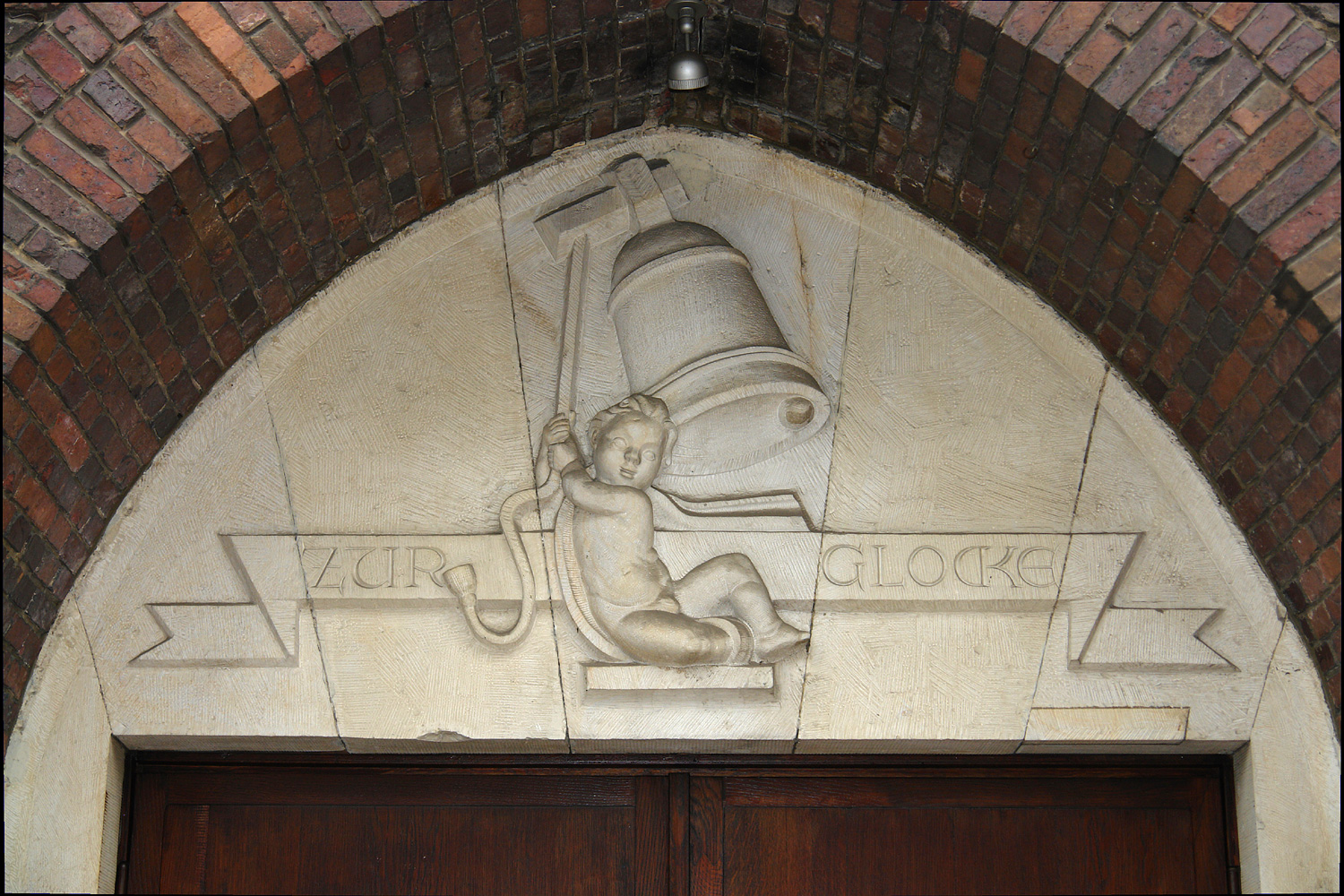
入口にある鐘のレリーフ

現在の建物は建築家、ヴァルター・ゲーリグの設計で1926年から1928年にかけて建設され、コンサートホールとレストランが併設されている。建物の形状は以前の設計図をもととしたハーフティンバー様式を踏襲しており、グラスマルクト（芝生市場）を見下ろすファサードにはオリエル窓がある。竣工後、この建物は鐘を指す「ディー・グロッケ」と名付けられて今日に至っている。

### 近年の改修
ディー・グロッケは、第二次世界大戦の戦渦による損傷の修復後、1949年まで占領軍のクラブハウスとして使用されていた。その後、1995年から1997年にかけて大規模な改修が行なわれ、1999年にはロビーにブレーメンゆかりの四名の音楽家（エルンスト・ヴェンデル、ゲオルク・クーレンカンプ、ヘルムート・シュナッケンブルク、ルートヴィヒ・ロゼリウス ）の胸像が設置された。

## 設備
ディー・グロッケはその優れた音響効果においても一流コンサートホールとしての評価を得ている。指揮者のヘルベルト・フォン・カラヤンはヨーロッパで三本の指に数えられるホールと見なし、ヴァイオリニストのアンネ＝ゾフィー・ムターやソプラノ歌手のマーガレット・プライスも高い評価を与えている。2024年、ブレーメン州は5,300万ユーロを投じた改修計画を発表し、連邦政府は改修にかかる費用の半額を負担したいと表明している。

### ホール
ホールとホワイエ（ロビー）はアール・デコ様式で、大ホールは1,400席、小ホールは391席あり、それぞれ異なるデザインのホワイエが付属している。これらはコンサートやリサイタル、朗読会、小規模な会合、講演会、パーティー、その他イベントに使用できる。

### レストラン
ディー・グロッケにあるレストラン D'Oro（ドゥーロ）は、通常火曜日から土曜日の正午に開店し、イベント開催日はその2時間前から1時間後まで営業している。店内に飾られている絵画はブレーメン出身の俳優で画家のカール・ダンネマンが1928年に描いた作品で、「鐘」の来歴をモチーフとしている。

### オルガン
ディー・グロッケに設置された初代のオルガンは、ルートヴィヒスブルクのオルガン製造会社、エバーハルト・フリードリヒ・ヴァルカーが、1893年から翌年にかけて製作した。これは1916年に発生した火災で焼失し、二代目となる現在のオルガンは、フランクフルトのヴィルヘルム・ザウアー・オーゲルバウが1928年に製作したものである。このオルガンは2005年から2008年にかけて、ジーバースドルフのオルガン製作家であるクリスティアン・シェフラーによる大規模な修復が行なわれた。2021年にはデトモルトのクラシック音楽系レコードレーベルである、Musikproduktion Dabringhaus & Grimm（MD＋G）がこのオルガンを使用した音楽CDを制作している。

## ディー・グロッケに出演した人物・団体（一部）
- ウィーン少年合唱団
- ヘルベルト・フォン・カラヤン
- ハンス・クナッパーツブッシュ
- ギドン・クレーメル
- デイヴィッド・チューダー
- マーガレット・プライス

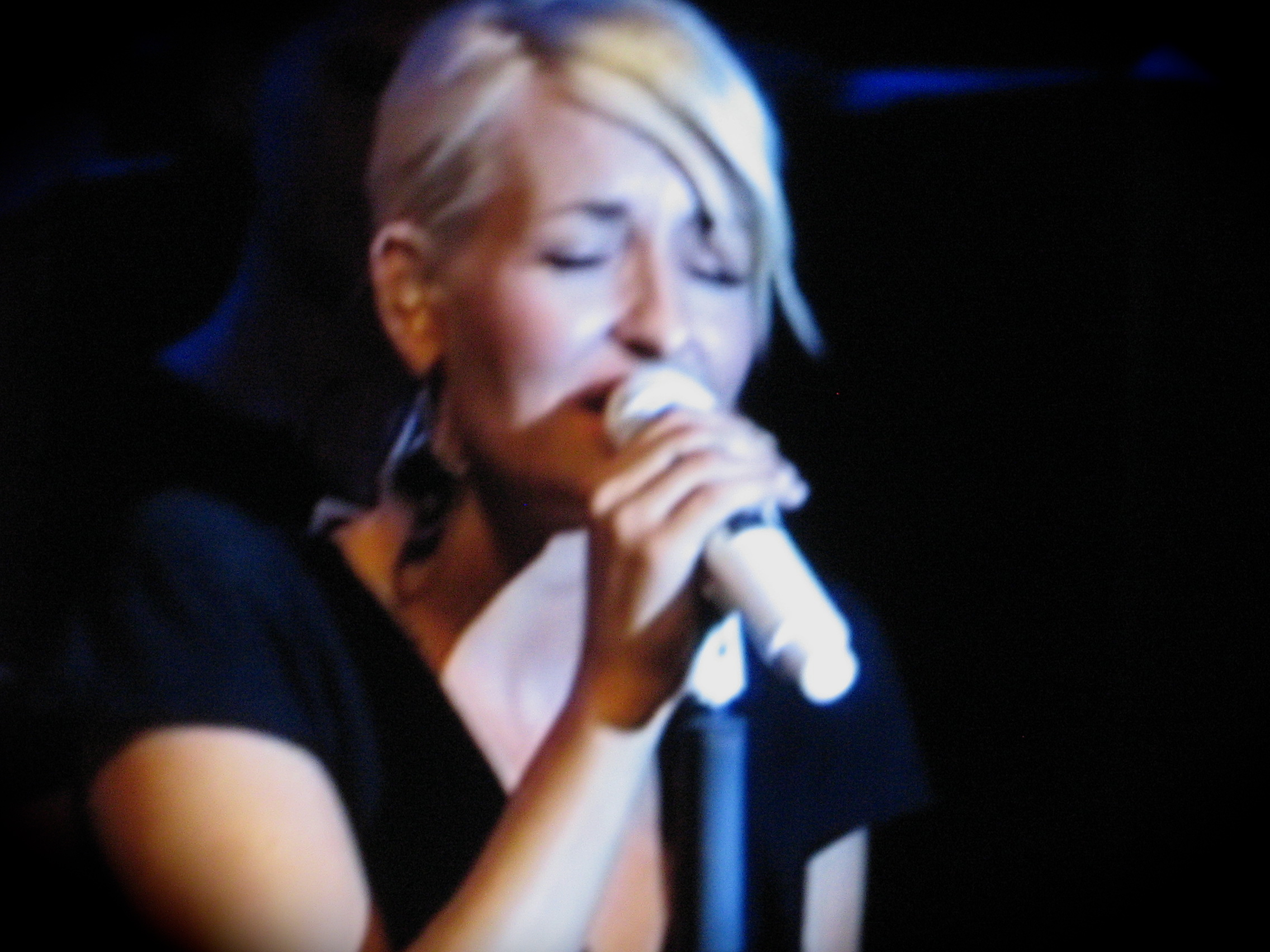
ディー・グロッケに出演するサラ・コナー（2010年）

- アルトゥーロ・ベネデッティ・ミケランジェリ
- ファビアン・ミューラー
- アンネ＝ゾフィー・ムター
- リサ・ヤーコブス
- ジョニー・ウィンター
- エリック・クラプトン
- トミー・エマニュエル
- ジョン・メイオール
- ワーキング・ウィーク
- ワイズ・ガイズ
- サラ・コナー
- エディ・ゴメス
- キース・ジャレット
- ジェレミー・スタイグ
- ヴォルフガング・ハフナー
- ジョン・マクラフリン

## ギャラリー

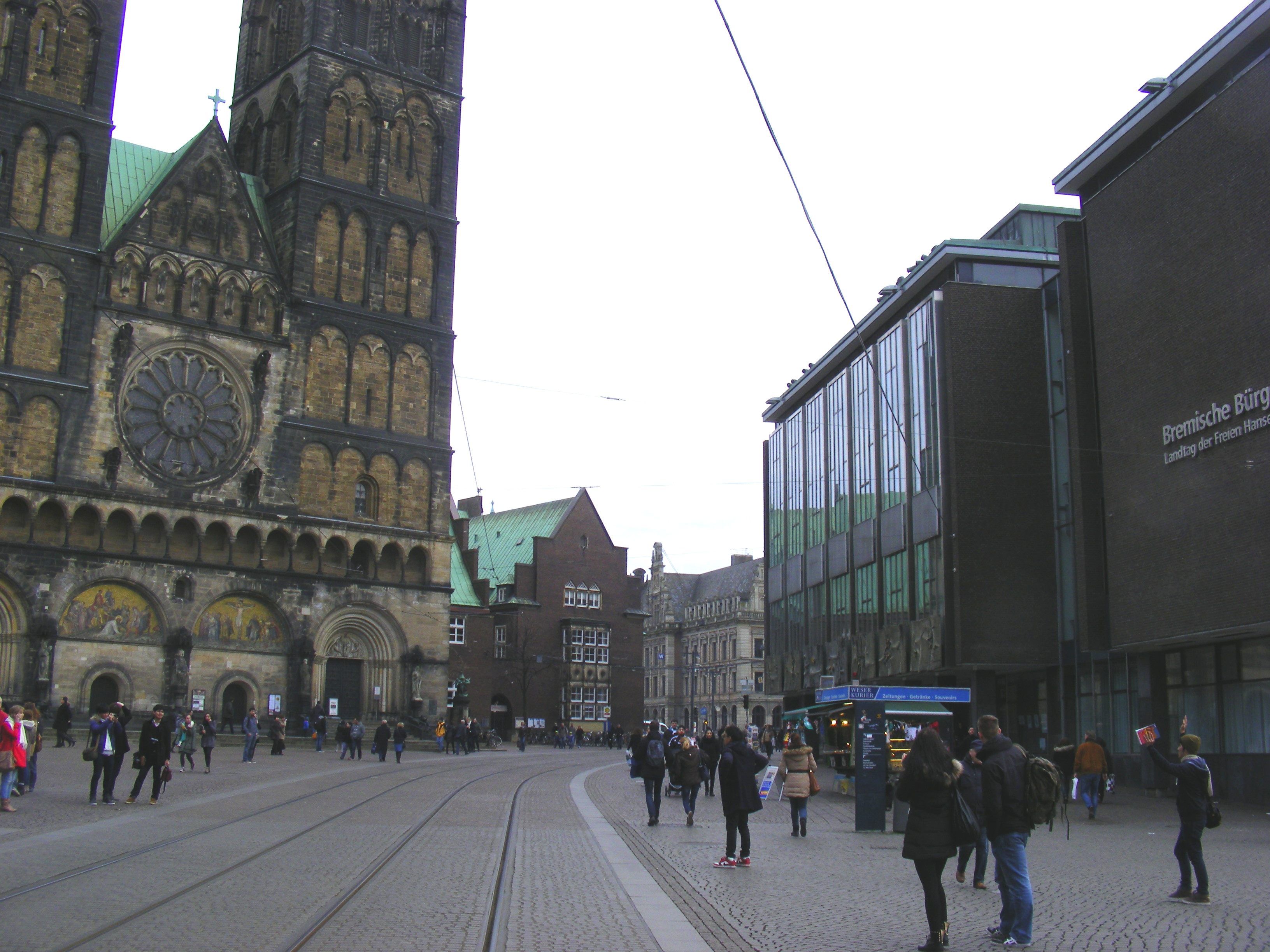
左にブレーメン大聖堂、中央にディー・グロッケが見える。（2015年）
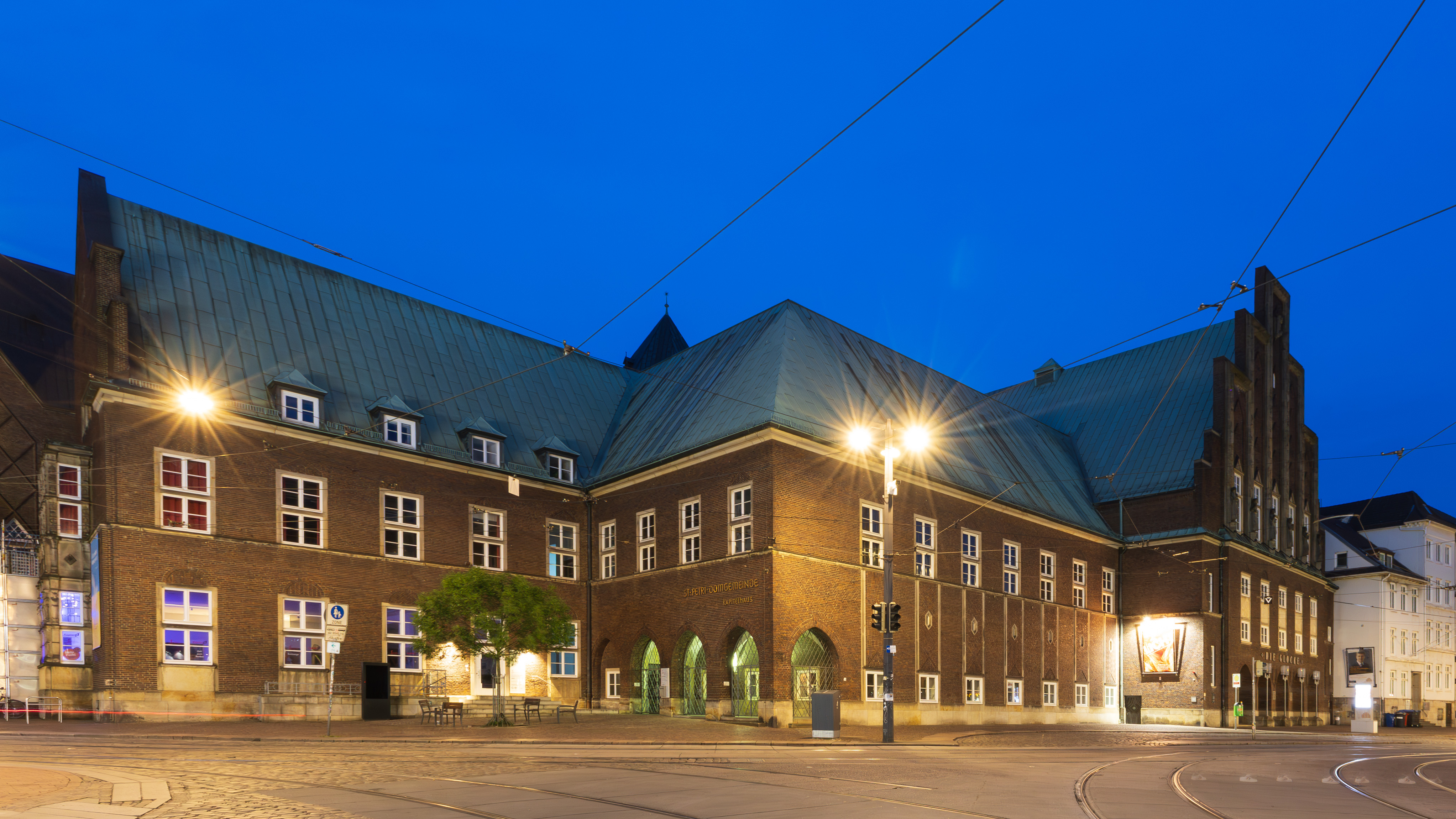
全景（2024年）
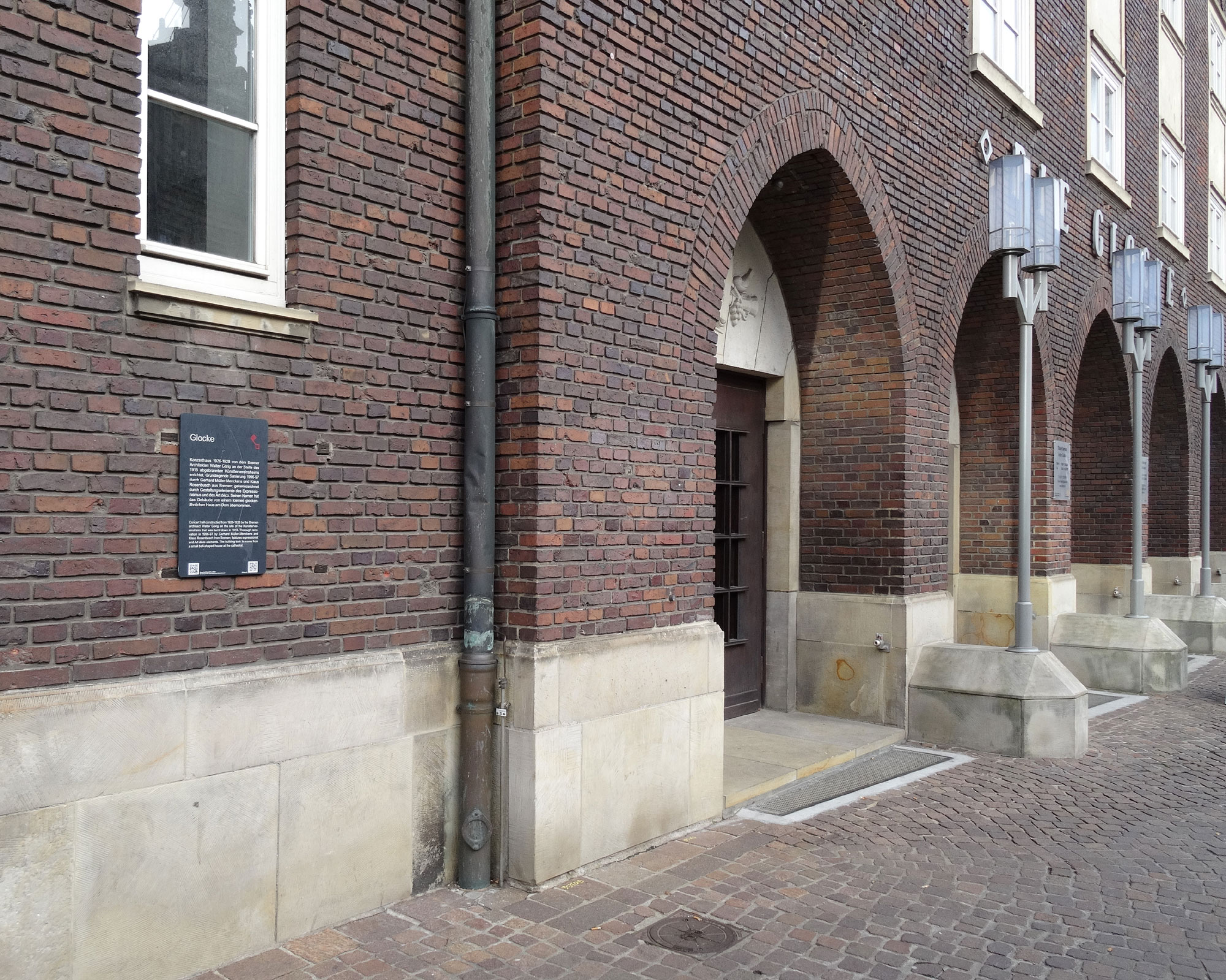
大ホールの入口
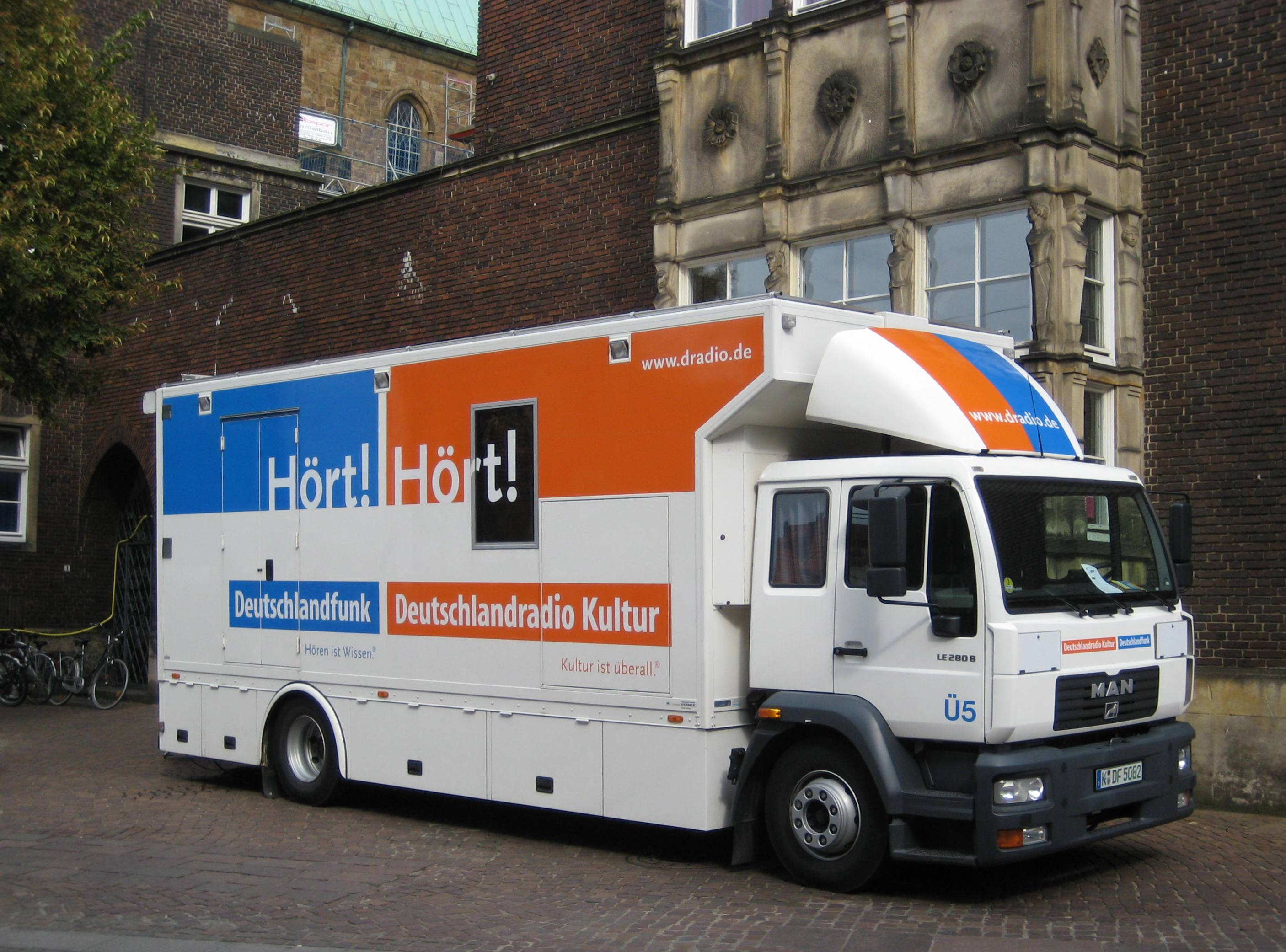
公演の中継車（2009年）